# DC Klinieken

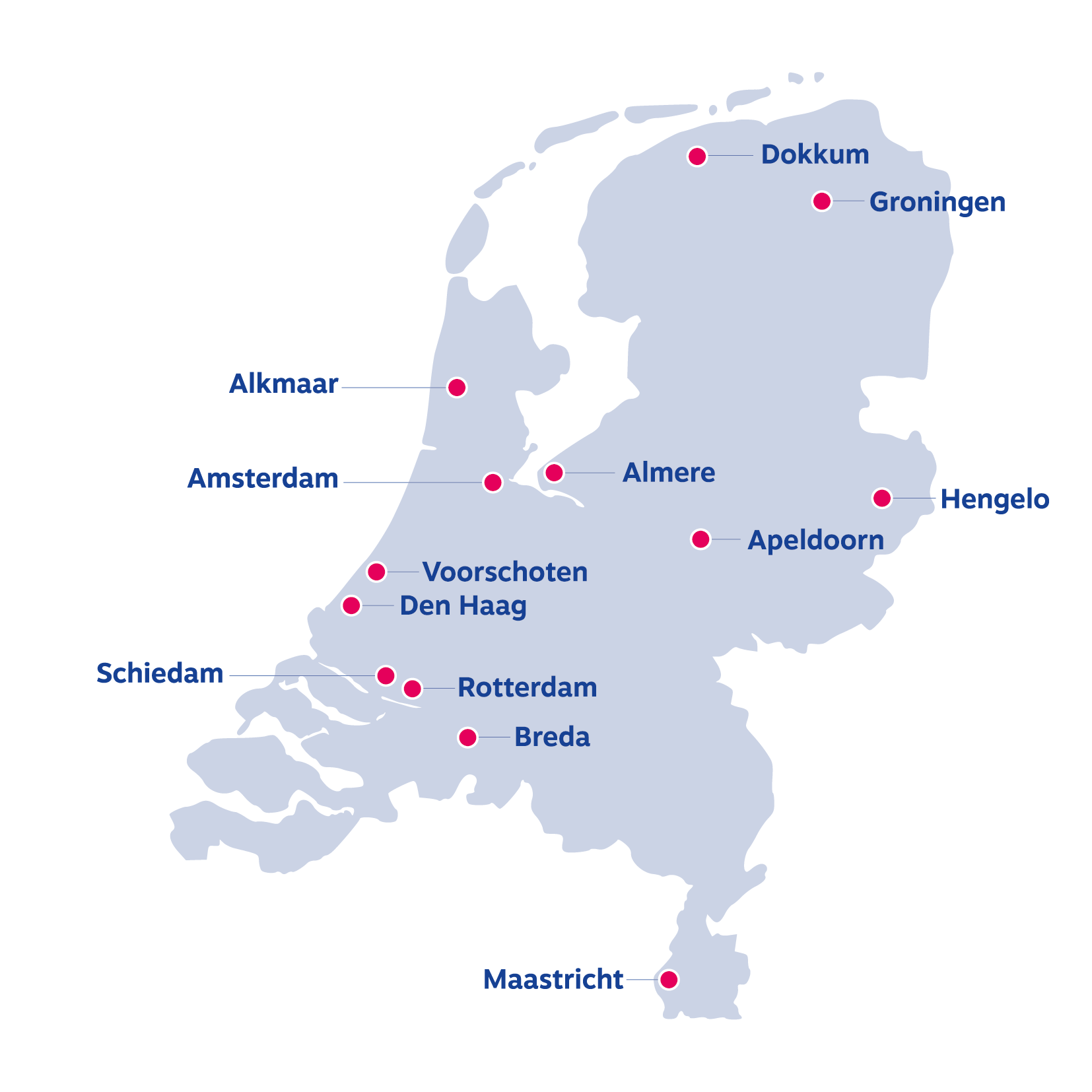
Locaties van DC Klinieken

DC Klinieken is een Nederlandse, landelijke zorgorganisatie van zelfstandige behandelcentra (ZBC's), waar specialistische zorg wordt aangeboden. De organisatie heeft veertien locaties, verspreid over heel Nederland. Bij de organisatie zijn ruim 800 zorgprofessionals werkzaam, die jaarlijks meer dan 160.000 patiënten ontvangen. Het hoofdkantoor zetelt in Amsterdam.

## Geschiedenis
In 1995 richtte radioloog Loek Winter het Diagnostisch Centrum Amsterdam op. Het centrum, gevestigd aan de Tesselschadestraat bij het Leidseplein, was een van de eerste in Nederland die buiten het ziekenhuis radiologische diagnostiek aanbood. De tweede vestiging werd in 2005 geopend in Den Haag.
In Maastricht werden sinds 2006 ook maag- en darmonderzoeken uitgevoerd. Ook werd er in dat jaar een echocentrum in Oud-West geopend waarbij, prenatale diagnostiek aan het zorgaanbod werd toegevoegd. In 2008 werden nieuwe vestigingen geopend in Almere en Rotterdam. In Almere werd voor het eerst pijnzorg aangeboden, terwijl in Rotterdam radiologische diagnostiek, maag- en darmonderzoeken en kindercardiologie tot het zorgaanbod behoorden. Ook werden een aantal DC Klinieken in 2008 voorzien van MRI-scanners en bood DC Klinieken als een van de eerste zorginstellingen buiten het ziekenhuis eigen MRI-onderzoek aan. Vervolgens werd in 2009 een nieuwe kliniek in Voorschoten geopend, Schiedam en Oud-Zuid volgden in 2010. Een jaar later werd Kliniek De Lairesse overgenomen.
In 2013 leende oprichter Winter, op dat moment ook in functie als bestuursvoorzitter van het in grote financiële problemen verkerende Slotervaartziekenhuis, via zijn andere bedrijf de MC Groep een bedrag van 5 miljoen euro aan het ziekenhuis, waarbij het bedrag vervolgens zou worden omgezet in aandelen. Met deze constructie werd het ziekenhuis eigendom van de MC Groep.
In 2014 werd de Hiv-poli geopend, een samenwerking tussen DC Klinieken en het VuMC. Drie jaar later werd een vestiging geopend in Groningen met de specialismen dermatologie, allergologie, maag- en darmonderzoeken. In 2015 werd door DC klinieken in het Slotervaartziekenhuis een speciale veneusafdeling geopend voor patiënten die tot dat moment alleen afhankelijk waren van het EVC in Maastricht. In 2018 volgde Breda waar als eerst pijnzorg werd aangeboden. Het werd de maanden daarna uitgebreid met maag- en darmonderzoeken.
De organisatie was ook eigenaar van zorginstelling De Seizoenen en dat kwam in 2018 in het nieuws toen de Nederlandse Zorgautoriteit (NZa) en de Inspectie Gezondheidszorg en Jeugd (IGJ) een onderzoek startten na ‘verontrustende signalen over bestuurlijke en financiële constructies’ die niet in orde zouden zijn.
In 2018 kwamen het Zuiderzeeziekenhuis in Lelystad en het Slotervaartziekenhuis in Amsterdam in ernstige financiële problemen toen zij niet meer aan de voorwaarden konden voldoen van huisbankier ING. Een faillissement was het gevolg. DC klinieken nam na het faillissement van het Slotervaartziekenhuis de afdelingen MDL- en radiologie van het ziekenhuis over waardoor patiënten in Amsterdam en omgeving toegang behielden tot deze medische specialismen.
In 2019 werd, op verzoek van de Tweede Kamer, door de Commissie van Manen een onderzoek gedaan naar de oorzaken van de faillissementen.
In 2022 zijn twee van de voormalige locaties van MCV Nederland verdergegaan onder de naam DC Klinieken Apeldoorn en DC Klinieken Hengelo.
Sinds 2025 zijn ook de Vrouwenkliniek in Amsterdam-Zuidoost en Nieuw-West toegevoegd aan de organisatie. Er wordt gynaecologische zorg geboden zoals het maken van een uitstrijkje, SOA-klachten, miskraam, problemen bij anticonceptie, menstruatieklachten, echoscopisch onderzoek, zorg bij de overgang, onvervulde kinderwens en myomen.

## Zorgaanbod
De organisatie biedt zorg op acht medische gebieden, het zorgaanbod verschilt per locatie. Focusgebieden zijn: allergologie, dermatologie, Hiv-zorg, kindercardiologie, maag- en darmonderzoeken, pijnzorg, neurologie, radiologie en gynaecologie.

## Overige diensten
Op de locatie van DC Klinieken Maastricht is ook een centrum voor Japanse expats die wonen en werken in Europa. Bij DC Klinieken Teikyo Maastricht worden medische keuringen uitgevoerd.